# Tyrinthia aurantia
Tyrinthia aurantia är en skalbaggsart som beskrevs av Martins och Maria Helena M. Galileo 2007. Tyrinthia aurantia ingår i släktet Tyrinthia och familjen långhorningar. Inga underarter finns listade i Catalogue of Life.